# Interpretação para os surdos

## Profissional
O profissional responsável pela interpretação para os surdos, se denomina intérprete de sinais. É ele o encarregado de dominar a língua de sinais e também a língua falada no país de origem. No Brasil, a pessoa capacitada deve conhecer e entender a língua brasileira de sinais, denominada LIBRAS e a língua portuguesa.
Além disso, o profissional precisa ter uma formação específica para atuar na profissão. Ou seja, possuir domínio dos processos, dos modelos, das estratégias e técnicas de tradução e interpretação, para isso serem bem preparados e conscientes do seu papel ao longo da atuação nos diversos contextos.
Pode-se considerar também que o profissional que trabalha com a língua brasileira de sinais atua em três áreas principais. Primeiramente, ele intermedia a comunicação entre pessoas surdas que utilizam a língua de sinais e aquelas que utilizam a língua portuguesa com Libras. Em segundo lugar, ele traduz textos da língua de sinais para a língua portuguesa e vice-versa. Por fim, o profissional auxilia na compreensão de textos produzidos por indivíduos surdos em qualquer contexto necessário.

## Interpretação em Língua de Sinais

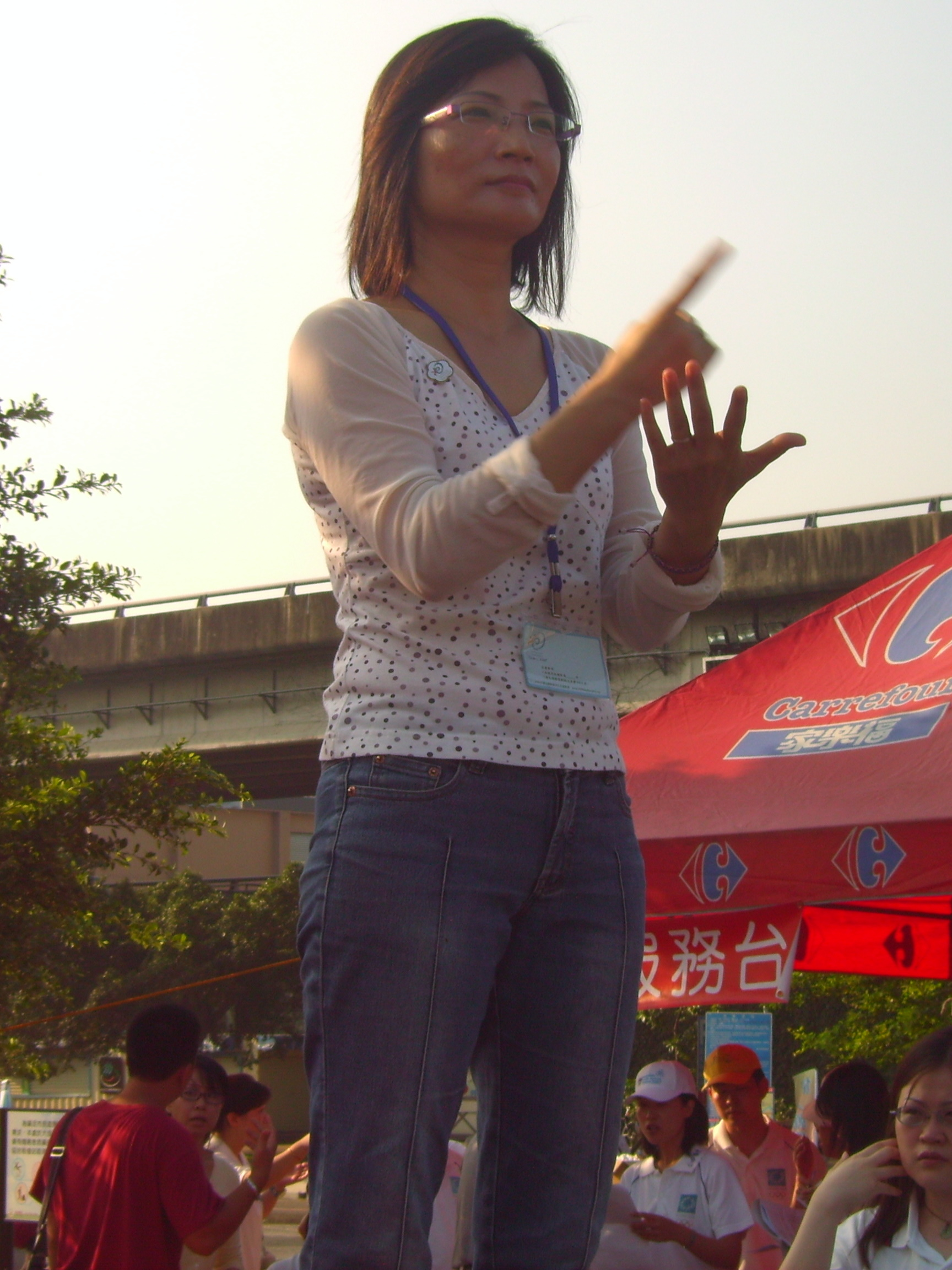
Intérprete de língua de sinais

A Interpretação em língua de sinais (português brasileiro) ou Interpretação em língua gestual (português europeu), são expressões que identificam  a interpretação que lida com uma língua oral e uma língua de sinais (gestual). Outras expressões relacionadas são intérpretes de língua de sinais ou intérpretes de língua gestual. É importante lembrar que sempre a interpretação entre as duas línguas  é bidirecional, podendo partir, também, da língua de sinais para a língua oral, ou vice-versa. Este tipo de interpretação tem sido amplamente divulgada porque tanto surdos como ouvintes necessitam da mediação do chamado "intérprete para os surdos" em um número infinito de situações de interação entre surdos e ouvintes, como por exemplo na sala de aula, lugar em que o processo de ensino aprendizagem se torna mais viável com os recursos necessários e o auxílio bem dialogado do intérprete.

## Língua Brasileira de Sinais
A Língua Brasileira de Sinais, assim como todas as outras línguas de sinais, surgiu em comunidades surdas que a transmitiam de geração em geração por meio de movimentos gestuais e expressões faciais visuais. Sendo assim, é uma língua de modalidade gestual-visual, que se utiliza desses canais de comunicação para captar os movimentos corporais, especialmente das mãos, para transmitir mensagens.
Por conta da diferença no meio de comunicação utilizado, muitas vezes as pessoas entendem os sinais das línguas de sinais como meros gestos ou até mesmo como mímicas. Essa concepção de que as línguas de sinais são baseadas em gestos naturais, sem qualquer tipo de estrutura gramatical, era bastante difundida, sendo que ainda é compartilhada por alguns indivíduos. No entanto, estudos que vêm sendo conduzidos sobre as línguas de sinais demonstram que elas possuem uma complexidade e expressividade comparáveis a quaisquer línguas orais, sendo capazes de transmitir ideias e pensamentos.
A língua de sinais apresenta todos os elementos encontrados nas línguas orais, tais como gramática, fonologia, semântica, morfologia e sintaxe, satisfazendo, portanto, todos os critérios científicos para ser considerada uma ferramenta linguística poderosa e precisa. Mesmo contando com todos esses elementos, a Língua Brasileira de Sinais (Libras) requer prática e dedicação para ser devidamente aprendida. 

## Escola Bilíngue
A educação bilíngue não pode ser oferecida de qualquer forma, ou seja, para garantir o acesso linguístico de toda criança com deficiência auditiva às duas línguas que têm acesso, é necessário que a proposta da Escola Bilíngue inclua a garantia de educação bilíngue precoce e estenda-se por toda a educação básica.
Existem dois tipos básicos de escolas bilíngues que oferecem a Libras e a Língua Portuguesa Escrita como línguas de instrução. A primeira possibilidade é a escola bilíngue de surdos, que é restrita apenas aos estudantes com deficiência auditiva. A segunda seria a escola bilíngue Libras e Português-Escrito, que é aberta tanto a estudantes surdos como a ouvintes.
Em ambas as escolas bilíngues, a língua de sinais e a escrita em português são utilizadas como línguas de instrução e ensino. As diferenças entre as duas escolas surgem do corpo discente, ou seja, o tipo de aluno que frequentará a instituição.

## Tradução
O termo "tradução" geralmente se refere a transformação de um texto de uma língua-fonte para uma língua-meta, seja por meio de vocalização, escrita ou sinalização. Se a língua-meta for escrita, então o termo utilizado é tradução; entretanto, se a língua-meta for vocal ou sinalizada, o termo utilizado é interpretação (onde estas são presenciais ou de interação imediata). O processo de tradução pode ser chamado também de reformulação, retextualização, conversão ou transformação e o tradutor pode ser visto de diferentes maneiras, ora como um simples reprodutor de textos, ora como um co-autor que agrega ao texto.
Pode-se dizer também que uma tradução precisa é aquela que mais se assemelha à mensagem do texto original. No entanto, em alguns casos, para alcançar essa semelhança, o tradutor precisa se distanciar do texto original, logo, essa distância deve ser mínima e exclusivamente utilizada para reproduzir a mesma mensagem na língua de destino. A tradução literal, seja ela palavra por palavra ou de sinal por sinal, é um erro grave e comum, que pode dificultar a compreensão da mensagem.
O tradutor deve ter em mente que as palavras por si só não são capazes de transmitir significados e que em muitas situações, as palavras possuem definições diferentes. Em alguns casos, é necessário desconstruir as palavras para manter o sentido original e para compreender o real significado, é fundamental ter conhecimento da cultura local.
Sendo assim, um bom tradutor deve possuir um profundo conhecimento da cultura surda brasileira, pois língua e cultura são indissociáveis, e aquele que não compreende a cultura, nunca poderá entender a língua em sua totalidade.

## Métodos de Interpretação
Estes intérpretes para os surdos fazem uso de línguas sinalizadas. Por exemplo, no Brasil usam a LIBRAS e em Portugal a LGP, ao interagirem com os surdos. Além das línguas de sinais, outros sistemas de comunicação foram criados, visando beneficiar os surdos que não tiveram oportunidade de aprender uma língua de sinais e aos surdocegos. Por exemplo, alguns surdos comunicam-se por meio da língua escrita ou de escrita codificada; os surdo-cegos utilizam sistemas de comunicação do tipo gestual-táctil; os surdos que não dominam nem sequer uma dessas formas de comunicação comunicam-se por mímicas ou fazem a leitura labial.

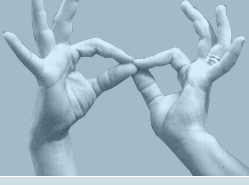
« interpretando ».

A interpretação entre língua de sinais e língua oral, à semelhança da interpretação entre línguas orais, é uma atividade bilíngue-bicultural. É também uma atividade desafiadora, não somente pela diferença entre as línguas e as culturas (língua oral/cultura ouvinte x língua de sinais/cultura surda), mas também pela diferença entre os meios das línguas (oral-auditivo x visual-espacial). Em vista disso, faz-se necessário que o intérprete adapte sua forma de expressão não só à língua de sinais, mas, também, ao meio visual-espacial e à cultura da comunidade surda que assiste.
A interpretação em línguas de sinais é o meio adequado de possibilitar a participação do surdo na vida social e cultural da comunidade ouvinte, já que a leitura labial e a página impressa têm-se mostrado ineficazes neste sentido. O motivo disto reside no fato de que as línguas de sinais são adaptadas à capacidade de expressão e de percepção de mundo do
surdo. Vários surdos têm expressado seu reconhecimento do fato de que necessitam deste tipo de interpretação em diversas situações do seu dia-a-dia . Por exemplo, Delanghe (1997), surdo francês e renomado professor de língua francesa de sinais da Ècole Superieure de Interpretacion et Traducion (ESIT), de Paris, concluiu, de sua própria experiência, que o intérprete de língua de sinais exerce um papel vital na elevação do status do surdo. Segundo ele, a interpretação em língua de sinais deve acompanhar o surdo por todo seu itinerário  escolar, universitário e profissional.